# The UNIX-HATERS Handbook
«The UNIX-HATERS Handbook» (англ. «Пособие для ненавидящих UNIX») — полуюмористическая редакторская подборка сообщений из списка рассылки UNIX-HATERS. Книга вышла в 1994 г. под редакцией Симсона Гарфинкеля, Дэниела Вайса и Стивена Страссманна. С 2003 г. она стала распространяться свободно в электронной форме.
В книге описываются раздражающие факторы, с которыми сталкиваются пользователи ОС UNIX. Многие пользователи перешли на неё с более удобных, по их мнению, систем с точки зрения информатики. Поэтому их крайне раздражала философия «чем хуже, тем лучше», которую воплощал UNIX и его программы.
Данная книга была издана в мягком переплёте. По дизайну обложки она напоминала «Крик». На заднюю внутреннюю часть обложки каждой книги был прикреплён гигиенический пакет (подобный тем, что выдаются авиапассажирам, испытывающим тошноту) с надписью «Блевать от UNIX сюда» (англ. «UNIX barf bag»).
На титульном листе было сказано: «Посвящается Кену и Деннису, без которых данная книга была бы немыслима.»

## Содержание
- Предисловие Дональда Нормана.
- Введение.
- Антипредисловие Денниса Ритчи, одного из создателей UNIX, гневно осуждающего идеи книги.

Часть 1 — Дружелюбие к пользователю?
- 1 UNIX. Первый компьютерный вирус в мире.
- 2 Добро пожаловать, новый пользователь! Подобие русской рулетки с шестью пулями.
- 3 Документация? Какая документация?
- 4 Почта. Не говори со мной, я не печатная машинка.[3]
- 5 Snoozenet[4]. Я по́щщу, следовательно, я существую.
- 6 Терминальное безумие. Проклятие[5]! Снова провал!
- 7 Кошмар X Window. Как заставить рабочую станцию мощностью 50 MIPS работать словно IBM PC на 4,77 МГц (Глава об X Window System, написанная Доном Хопкинсом)

Часть 2 — Система для программистов?
- 8 csh, конвейеры, и утилита find. Совершенные инструменты для совершенных дураков.
- 9 Программирование. Замри, это не больно.
- 10 C++. COBOL 90-х годов.

Часть 3 — Кошмар сисадмина.
- 11 Системное администрирование. Скрытые издержки на UNIX.
- 12 Безопасность. Прошу прощения, сэр, продолжайте, я не заметил, что Вы root.
- 13 Файловая система. Конечно, она портит ваши файлы, но зато как быстро!
- 14 NFS. Кошмарная файловая система.

Часть 4 — И т. д.
- A Эпилог. Просветление посредством UNIX.
- B Язык C и Unix были розыгрышем, по словам авторов.
- C Восстание принципа «чем хуже, тем лучше», Ричард Гэбриел (эссе об архитектурных различиях между так называемым стилем MIT/Стэнфорда и так называемым подходом Нью-Джерси).
- D Список литературы.